# Norlina
Norlina és una població dels Estats Units a l'estat de Carolina del Nord. Segons el cens del 2000 tenia 1.107 habitants.

## Demografia
Segons el cens del 2000, Norlina tenia 1.107 habitants, 482 habitatges i 300 famílies. La densitat de població era de 381,6 habitants per km².
Dels 482 habitatges en un 28% hi vivien nens de menys de 18 anys, en un 38,2% hi vivien parelles casades, en un 21,2% dones solteres, i en un 37,6% no eren unitats familiars. En el 34% dels habitatges hi vivien persones soles el 18,3% de les quals corresponia a persones de 65 anys o més que vivien soles. El nombre mitjà de persones vivint en cada habitatge era de 2,3 i el nombre mitjà de persones que vivien en cada família era de 2,96.
Per edats la població es repartia de la següent manera: un 24,4% tenia menys de 18 anys, un 9,4% entre 18 i 24, un 25,1% entre 25 i 44, un 21,7% de 45 a 60 i un 19,4% 65 anys o més.
L'edat mediana era de 39 anys. Per cada 100 dones de 18 o més anys hi havia 77 homes.
La renda mediana per habitatge era de 25.300 $ i la renda mediana per família de 28.125 $. Els homes tenien una renda mediana de 23.182 $ mentre que les dones 21.354 $. La renda per capita de la població era de 12.355 $. Entorn del 12,9% de les famílies i el 18,8% de la població estaven per davall del llindar de pobresa.

## Poblacions més properes
El següent diagrama mostra les poblacions més properes.